# Ströblitz
Ströblitz ist eine Ortschaft in der Gemeinde Wieselburg-Land im Bezirk Scheibbs in Niederösterreich.

## Geographie
Ströblitz befindet sich westlich von Wieselburg und südlich von Neumarkt an der Ybbs in einen Seitental der Ybbs, das vom Moosbach durchflossen wird, einem rechten Zufluss zur Ybbs.

## Geschichte
Die erste Erwähnung des Ortes ist nach 1100 mit strebilici bekundet. Im Franziszeischen Kataster von 1821 ist der Ort als Dorf Ströblitz verzeichnet. Laut Adressbuch von Österreich waren im Jahr 1938 in Ströblitz eine Schneiderin, ein Wagner und einige Landwirte ansässig.

## Persönlichkeiten
- Alfred Böhm (1920–1995), Schauspieler, verbrachte seinen Lebensabend in Ströblitz